# Бридино
Бридино — деревня в Торопецком районе Тверской области России. Входит в состав Речанского сельского поселения.

## История
На топографической карте Фёдора Шуберта, изданной в 1871 году обозначено сельцо Бредино.
В списке населённых мест Псковской губернии за 1885 год значится сельцо Бридино. Располагалось при колодце в 11 верстах от уездного города. Входило в состав Понизовской волости Торопецкого уезда. Имела 1 двор и 5 жителей.
В мае 1918 года в Бридино была создана первая в Торопецком уезде коммуна (объединяла 23 хозяйства).
В 1927 коммуну дважды посетил писатель Н.А.Афиногенов (Степной), написавший очерк о коммунарах.
На карте РККА 1923—1941 годов обозначена деревня Новое Бридино. Имела 30 дворов.
По состоянию на 1989 год в деревне проживало 65 человек.
До 2005 года Бридино входило в состав ныне упразднённого Грядецкого сельского округа.

## География
Деревня расположена в юго-восточной части района. Расстояние до районного центра Торопец составляет 14 километров. Находится на обеих берегах реки Торопа.
Климат
Деревня, как и весь район, относится к умеренному поясу северного полушария и находится в области переходного климата от океанического к материковому. Лето с температурным режимом +15…+20 °С (днём +20…+25 °С), зима умеренно-морозная −10…−15 °С; при вторжении арктического воздуха до −30…-40 °С.
Среднегодовая скорость ветра 3,5—4,2 метра в секунду.

## Население
| 2010 |
| ---- |
| 19   |

В 2002 году население деревни составляло 39 человек.
Национальный состав
Согласно результатам переписи 2002 года, в национальной структуре населения русские составляли 90 % от жителей.